# Gouvernement Manuel Allendesalazar (1)
Royaume d'Espagne
Toca Dato IV
Le premier gouvernement Manuel Allendesalazar Muñoz de Salazar est le gouvernement du royaume d'Espagne, en fonction du 12 décembre 1919 au 5 mai 1920.